# Ивасита, Сима
Сима Ивасита (яп. 岩下志麻 : Ивасита Сима, англ. Shima Iwashita; род. 3 января 1941 года в Токио) — японская киноактриса, одна из звёзд кинокомпании «Сётику», куда она пришла в 1960 году и вот уже на протяжении более чем полувека признаётся популярнейшей суперзвездой японского кинематографа. Снималась в фильмах выдающихся режиссёров Ясудзиро Одзу, Кэйсукэ Киноситы, Тадаси Имаи, Хэйноскэ Госё, Масаки Кобаяси и других. Наиболее значительные образы на экране воплотила в фильмах своего супруга, кинорежиссёра Масахиро Синоды. За заслуги в карьере удостоена императорского Ордена Восходящего солнца, Медали почёта с пурпурной лентой, премии имени Кинуё Танака и множества национальных кинопремий Японии.

## Биография

### Ранние годы
Сима Ивасита родилась в актёрской семье. Её отец — актёр и кинопродюсер Киёси Нономура (1914—2003), снимавшийся среди прочего в фильмах Кэйсукэ Киноситы «Бессмертная любовь» (1961), «Время года, когда мы гуляли вместе» (1962), «Легенда или быль?» (1963). Тётя по материнской линии Сидзуэ Ямагиси (山岸しづ江) была замужем за актёром кабуки Тёдзюро Каварасаки IV(1902-1981), много снимавшемся и в кино, в том числе у таких известных режиссёров, как Садао Яманака («Сосюн Котияма», 1936, «Гуманизм и бумажные шары», 1937), Кэндзи Мидзогути («Верность в эпоху Гэнроку», 1941; «Миямото Мусаси», 1944).
Ивасита училась сначала в Городской муниципальной начальной школе № 3 в Мусасино (город на западе префектуры Токио), затем там же в Мусасино в Городской средней школе № 3, а закончила получать среднее образование в столичной гимназии Myōjō Gakuen (明星学園). После окончания школы Ивасита поступила в университет искусств Сэйдзо, где изучала литературу, однако впоследствии, начав карьеру в кинематографе, оставила учёбу.

### Карьера в кино
Первый актёрский опыт — участие в телевизионном сериале «Недалеко от главной улицы» (1958). Спустя два года актриса трудоустроилась в кинокомпанию «Сётику», где дебютировала ролью Ёко в фильме режиссёра Масахиро Синоды «Высохшее озеро» (1960). В том же году сыграла небольшой эпизод у выдающегося режиссёра Ясудзиро Одзу в киноленте «Поздняя осень», а спустя два года Одзу предложил ей уже более выигрышную роль — дочери Сюхэя Хироямы, главного героя фильма «Вкус сайры» (1962), которого сыграл Тисю Рю, один из знаковых актёров золотого века японского кинематографа. «Вкус сайры» стал последним фильмом выдающегося режиссёра, умершего на следующий год после выпуска киноленты на экран. Со слов японского кинокритика Нобуо Тиба известно, что Одзу очень понравилась молодая актриса, и он планировал задействовать её на главную роль в своей следующей предполагавшейся кинопостановке «Репы и моркови». Однако, из-за скоропостижной смерти мастера кинематографа, этот свой замысел он не успел воплотить. Но в 1965 году один из его коллег по цеху, кинорежиссёр Минору Сибуя взялся за постановку этого фильма и пригласил на главную роль именно её, Симу Иваситу — так как и задумывал Ясудзиро Одзу.
Уже в 1961 году юная актриса закрепилась в статусе популярного молодого дарования, снявшись за этот год в более чем десяти кинолентах, а присуждение ей в 1962 году престижной национальной кинопремии «Голубая лента» как лучшей начинающей актрисе повысило её статус в японской киноиндустрии.
В 1963 году Ивасита с успехом исполнила две главных роли — сестёр-близнецов Тиэко и Наэко в экранизации романа лауреата Нобелевской премии по литературе Ясунари Кавабаты «Старая столица» (английское название фильма в международном прокате Twin Sisters of Kyoto — «Двойняшки Киото», режиссёр Нобору Накамура). В этом же году не менее успешно сыграла роль Кэйко Сонобэ в фильме ещё одного из классиков национального кинематографа Кэйсукэ Киноситы «Легенда или быль?». В этой киноленте, как и в фильме 1966 года «Кинокава» Сима Ивасита встретится на съёмочной площадке со своим отцом, исполнившем в них небольшие роли.
Если в 1962 году она была отмечена премией «Голубая лента» в категории «новичок года», то уже три года спустя, в 1965-м получила «Голубую ленту» в самой престижной из актёрских номинаций — «Лучшее исполнение главной женской роли» (за образ Осино в фильме режиссёра Ёситаро Номура «Алая камелия»). А в общей сложности за свою многолетнюю карьеру в кинематографе актрису 11 раз называли «Лучшей актрисой года» по результатам вручения самых престижных кинопремий Японии: в её послужном списке 2 «Голубых ленты», 3 премии журнала «Кинэма Дзюмпо», 3 премии «Майнити», а также по одной премии Японской академии, Hochi Film Awards и Nikkan Sports Film Awards. Актриса Сима Ивасита выигрывала награды и в других номинациях (смотреть раздел «Награды и номинации»).
3 марта 1967 года Сима Ивасита вступила в брак с режиссёром Масахиро Синода, с которым её уже давно связывали взаимоотношения, как личного, так и творческого характера. Она сыграла главные роли почти во всех работах Синоды. В июне 1973 года у них родилась дочь.
К числу лучших работ актрисы в кино относятся роли сыгранные в фильмах супруга. В киноленте «Самоубийство влюблённых на острове Небесных сетей» (1969) актриса сыграла два различных характера, представ на экране, как в образе жены главного героя, так и в образе его возлюбленной куртизанки (премии «Майнити» и «Кинэма Дзюмпо»). В 1974 году она сыграла главную роль в исторической драме «Химико», посвящённой судьбе одноимённой древнеяпонской правительницы. А исполнив роль Орин в другой известной картине мужа «Баллада об Орин» (другое русское название — «Одинокая слепая певица Орин», 1977) актриса получила все пять престижнейших кинопремий Японии (премии Японской академии, «Голубая лента», «Кинэма Дзюмпо», «Майнити» и Hochi Film Awards) и славу суперзвезды национального кино. В нашей стране одним из самых популярных фильмов семейного дуэта Синода-Ивасита является «Копьеносец Гондза» (номинация на премию Японской академии за лучшую женскую роль), показывавшийся в кинопрокате СССР конца 1980-х годов. Эта трагическая драма в традиционном для японского кинематографа жанре «дзидайгэки» рассказывает о любви жены дворянина Осай (роль которой и исполнила актриса) к молодому оруженосцу своего супруга Гондзе.
В 1986 году Сима Ивасита снялась в фильме известного кинорежиссёра Хидэо Гося «Жёны якудза» (номинация на премию Японской академии за лучшую женскую роль), имевшем коммерческий успех в японском прокате. После чего последовали фильмы-продолжения этой истории. К настоящему моменту снято уже 15 кинолент этого популярного киносериала, правда Ивасита снялась только в первых восьми.
В последние годы Сима Ивасита больше работает на телевидении, снимаясь в сериалах. В японской базе данных по кино (JMDb) фильмография актрисы насчитывает 118 кинофильмов, это не считая её работ на телевидении.

## Признание
- В 2004 году Сима Ивасита была награждена Медалью Почёта с пурпурной лентой за заслуги в области кинематографа.
- В 2009 году в Японии решили определить десятку самых красивых японских киноактрис. По результатам голосования, проведённым ведущим японским журналом «Бунгэй сюндзю[англ.]», в голосовании приняли участие как читатели, так и авторы журнала (всего в голосовании приняли участие 1043 человека), в десятку лучших попали: Сэцуко Хара, Саюри Ёсинага, Хидэко Такаминэ, Кинуё Танака, Сима Ивасита, Матико Кё, Исудзу Ямада, Аяко Вакао, Кэйко Киси и Сумико Фудзи[3].
- В 2012 году Сима Ивасита была удостоена Ордена Восходящего солнца 4 степени.

## Награды и номинации
| Награда                      | Год  | Категория                                                    | Фильм                                                                    | Результат |
| ---------------------------- | ---- | ------------------------------------------------------------ | ------------------------------------------------------------------------ | --------- |
| Кинопремия «Голубая лента»   | 1962 | Лучшая молодая актриса                                       | Моё лицо пылает в лучах заходящего солнца Путешествие нашей любви        | Победа    |
| Кинопремия «Голубая лента»   | 1965 | Лучшая женская роль                                          | Алая камелия                                                             | Победа    |
| Кинопремия «Голубая лента»   | 1978 | Лучшая женская роль                                          | Баллада об Орин                                                          | Победа    |
| Кинопремия «Майнити»         | 1968 | Лучшая женская роль                                          | Тиэко - избранное (Портрет Тиэко) Облака на закате                       | Победа    |
| Кинопремия «Майнити»         | 1970 | Лучшая женская роль                                          | Самоубийство влюблённых на острове Небесных сетей Песня от самого сердца | Победа    |
| Кинопремия «Майнити»         | 1978 | Лучшая женская роль                                          | Баллада об Орин                                                          | Победа    |
| Кинопремия «Майнити»         | 1989 | Премия имени Кинуё Танака за выдающиеся достижения в карьере |                                                                          | Победа    |
| Кинопремия «Кинэма Дзюмпо»   | 1968 | Лучшая женская роль                                          | Жизнь женщины Портрет Тиэко Облака на закате                             | Победа    |
| Кинопремия «Кинэма Дзюмпо»   | 1970 | Лучшая женская роль                                          | Самоубийство влюблённых на острове Небесных сетей                        | Победа    |
| Кинопремия «Кинэма Дзюмпо»   | 1978 | Лучшая женская роль                                          | Баллада об Орин                                                          | Победа    |
| Hochi Film Awards            | 1977 | Лучшая женская роль                                          | Баллада об Орин                                                          | Победа    |
| Кинопремия Японской академии | 1978 | Лучшая женская роль                                          | Баллада об Орин                                                          | Победа    |
| Кинопремия Японской академии | 1982 | Лучшая женская роль                                          | Остров злых духов                                                        | Номинация |
| Кинопремия Японской академии | 1986 | Лучшая женская роль                                          | Время беззакония Дом без еды Легенда о святой женщине                    | Номинация |
| Кинопремия Японской академии | 1987 | Лучшая женская роль                                          | Жёны якудза Копьеносец Гондза                                            | Номинация |
| Кинопремия Японской академии | 1991 | Лучшая женская роль                                          | Жёны якудза: Последняя битва Когда я был ребёнком                        | Номинация |
| Кинопремия Японской академии | 1992 | Лучшая женская роль                                          | Жёны якудза. Новая версия                                                | Номинация |
| Кинопремия Японской академии | 1994 | Лучшая женская роль                                          | Жёны якудза. Новая версия. Часть 2                                       | Номинация |
| Nikkan Sports Film Award     | 1993 | Лучшая женская роль                                          | Жёны якудза. Новая версия. Часть 2                                       | Победа    |

## Фильмография
| Избранная фильмография актёрских работ в кино Симы Иваситы | Избранная фильмография актёрских работ в кино Симы Иваситы   | Избранная фильмография актёрских работ в кино Симы Иваситы | Избранная фильмография актёрских работ в кино Симы Иваситы | Избранная фильмография актёрских работ в кино Симы Иваситы | Избранная фильмография актёрских работ в кино Симы Иваситы | Избранная фильмография актёрских работ в кино Симы Иваситы |
| Год                                                        | Русское название                                             | Оригинальное название                                      | Название на ромадзи                                        | Английское название в международном прокате                | Режиссёр                                                   | Роль                                                       |
| ---------------------------------------------------------- | ------------------------------------------------------------ | ---------------------------------------------------------- | ---------------------------------------------------------- | ---------------------------------------------------------- | ---------------------------------------------------------- | ---------------------------------------------------------- |
| 1960-е годы                                                |                                                              |                                                            |                                                            |                                                            |                                                            |                                                            |
| 1960                                                       | «Высохшее озеро»                                             | 乾いた湖                                                   | Kawaita mizuumi                                            | Dry Lake                                                   | Масахиро Синода                                            | Ёко Кацура                                                 |
| 1960                                                       | «Река печальной флейты»                                      | 笛吹川                                                     | Fuefukigawa                                                | The River Fuefuki                                          | Кэйсукэ Киносита                                           | Умэ                                                        |
| 1960                                                       | «Поздняя осень»                                              | 秋日和                                                     | Akibiyori                                                  | Late Autumn                                                | Ясудзиро Одзу                                              | эпизод                                                     |
| 1960                                                       | «Полуденная ловушка»                                         | 真昼の罠                                                   | Mahiru no wana                                             |                                                            | Мицуо Яги                                                  | Ёси                                                        |
| 1961                                                       | «Водоворот»                                                  | 渦                                                         | Uzu                                                        | Whirlpool                                                  | Ёсиаки Бансё                                               | Рицко Мунаката                                             |
| 1961                                                       | «Моё лицо пылает в лучах заходящего солнца»                  | 夕陽に赤い俺の顔                                           | Yûhi ni akai ore no kao                                    | My Face Red in the Sunset                                  | Масахиро Синода                                            |                                                            |
| 1961                                                       | «Далеко за пределами волн»                                   | あの波の果てまで                                           | Ano nami no hate made                                      | Far beyond the Waves                                       | Мицуо Яги                                                  | Тиаки Эдзава                                               |
| 1961                                                       | «Восторженная»                                               | 女舞                                                       | Onna mai                                                   | Enraptured                                                 | Хидэо Ооба                                                 |                                                            |
| 1961                                                       | «Путешествие нашей любви»                                    | わが恋の旅路                                               | Waga koi no tabiji                                         | Epitaph to My Love                                         | Масахиро Синода                                            | Тиэ Адзума                                                 |
| 1961                                                       | «Далеко за пределами волн 2»                                 | あの波の果てまで 後篇                                      | Ano nami no hate made ato-hen                              | Far beyond the Waves. Part II                              | Мицуо Яги                                                  | Тиаки Эдзава                                               |
| 1961                                                       | «Хороший человек, хороший день»                              | 好人好日                                                   | Ko jin ko jitsu                                            | A Good Man, a Good Day                                     | Минору Сибуя                                               | Токико Одзэки                                              |
| 1961                                                       | «Далеко за пределами волн 3»                                 | あの波の果てまで 完結篇                                    | Ano nami no hate made kanketsu-hen                         | Far beyond the Waves. Part III                             | Мицуо Яги                                                  | Тиаки Эдзава                                               |
| 1961                                                       | «Киотский макияж»                                            | 京化粧                                                     | Kyôgeshô                                                   |                                                            | Хидэо Ооба                                                 | '                                                          |
| 1962                                                       | «Оживлённая торговля»                                        | 千客万来                                                   | Senkyakubanrai                                             | A Roaring Trade                                            | Нобору Накамура                                            | Кэйко Катори                                               |
| 1962                                                       | «Гимн горам. Горячая молодость»                              | 山の讃歌 燃ゆる若者たち                                    | Yama no sanka: moyuru wakamono tachi                       | Glory on the Summit: Burning Youth                         | Масахиро Синода                                            | Миса Такахаси                                              |
| 1962                                                       | «Харакири»                                                   | 切腹                                                       | Seppuku                                                    | Harakiri                                                   | Масаки Кобаяси                                             | Михо Цугумо                                                |
| 1962                                                       | «Вкус сайры»                                                 | 秋刀魚の味                                                 | Sanma no aji                                               | An Autumn Afternoon                                        | Ясудзиро Одзу                                              | Митико Хираяма                                             |
| 1963                                                       | «Пой, молодёжь!»                                             | 歌え若人達                                                 | Utae Wakôdotachi                                           | Sing, Young People!                                        | Кэйсукэ Киносита                                           | Норико Ацуги                                               |
| 1963                                                       | «Старая столица» («Двойняшки Киото»)                         | 古都                                                       | Koto                                                       | Twin Sisters of Kyoto                                      | Нобору Накамура                                            | Тиэко / Наэко                                              |
| 1963                                                       | «Порывистый ветер» («Скрытый профиль»)                       | 風の視線                                                   | Kaze no shisen                                             | The Hidden Profile                                         | Ёсиро Кавадзу                                              | Тикако Нацуи                                               |
| 1963                                                       | «Этот человек в наше время»                                  | あの人はいま                                               | Ano hito wa ima                                            |                                                            | Хидэо Ооба                                                 | Момоко                                                     |
| 1963                                                       | «Увеличившийся остров»                                       | 島育ち                                                     | Shima sodachi                                              |                                                            | Мицуо Яги                                                  | Синобу Кидзима                                             |
| 1963                                                       | «Дом цветов»                                                 | 花の咲く家                                                 | Hana no saku ie                                            |                                                            | Ёсиаки Бансё                                               | Рицко Кидзу                                                |
| 1963                                                       | «Брачная церемония»                                          | 結婚式 結婚式                                              | Kekkonshiki Kekkonshiki                                    | Marriage Ceremony                                          | Нобору Накамура                                            | Норико Косака                                              |
| 1963                                                       | «Легенда или быль?» («Легенда о дуэли со смертью»)           | 死闘の伝説                                                 | Shitô no densetsu                                          | Legend of a Duel to the Death                              | Кэйсукэ Киносита                                           | Киэко Сонобэ                                               |
| 1963                                                       | «Миллион девушек»                                            | １００万人の娘たち                                         | Hyakuman-nin no musume tachi                               |                                                            | Хэйноскэ Госё                                              | Юко Итиносэ                                                |
| 1964                                                       | «Уважаемый император 2»                                      | 続 拝啓天皇陛下様                                          | Zoku Haikei Tenno Heika Sama                               | Dear Emperor                                               | Ёситаро Номура                                             | учительница                                                |
| 1964                                                       | «Бросающие вызов додзё»                                      | 道場破り                                                   | Dojo yaburi                                                | Dojo Challengers / Kempo Samurai                           | Сэйитиро Утикава                                           | Таэ                                                        |
| 1964                                                       | «Умеренный дурак»                                            | いいかげん馬鹿                                             | Iikagen baka                                               |                                                            | Ёдзи Ямада                                                 | Юмико                                                      |
| 1964                                                       | «Убийство»                                                   | 暗殺                                                       | Ansatsu                                                    | Assassination / The Assassin                               | Масахиро Синода                                            | Орэн                                                       |
| 1964                                                       | «Алая камелия»                                               | 五瓣の椿                                                   | Goben no tsubaki                                           | The Scarlet Camellia                                       | Ёситаро Номура                                             | Осино                                                      |
| 1964                                                       | «Дурак, прибывший на танке»                                  | 馬鹿が戦車でやって来る                                     | Baka ga tanku de yatte kuru                                |                                                            | Ёдзи Ямада                                                 | Норико                                                     |
| 1965                                                       | «Репы и морковки»                                            | 大根と人参                                                 | Daikon to ninjin                                           | Radishes and Carrots                                       | Минору Сибуя                                               | Миэ Кавано                                                 |
| 1965                                                       | «---»                                                        | あねといもうと                                             | Ane to imouto                                              |                                                            | Ёсиро Кавагасира                                           | Фумико                                                     |
| 1965                                                       | «Снежная страна»                                             | 雪国                                                       | Yukiguni                                                   | Snow Country                                               | Хидэо Ооба                                                 | Комако                                                     |
| 1965                                                       | «Приятный вечер»                                             | 素敵な今晩わ                                               | Suteki na Konban wa                                        |                                                            | Ёситаро Номура                                             | Юрико Сито                                                 |
| 1965                                                       | «Меч зверя» («Самураи-золотоискатели»)                       | 獣の剣                                                     | Kedamono no ken                                            | Sword of the Beast                                         | Хидэо Гося                                                 | Така                                                       |
| 1966                                                       | «Ранняя весна»                                               | 暖春                                                       | Danshun                                                    | Springtime                                                 | Нобору Накамура                                            | Канако Сасаки                                              |
| 1966                                                       | «Первые весенние грозы»                                      | 春一番                                                     | Haruichiban                                                |                                                            | Хирокадзу Итимура                                          | Накамити                                                   |
| 1966                                                       | «Тёплое течение»                                             | 暖流                                                       | Danryu                                                     | Warm Current                                               | Ёситаро Номура                                             | Кэйко Сима                                                 |
| 1966                                                       | «Кинокава» («Река Кино», фильм в двух частях)                | 紀ノ川                                                     | Kinokawa                                                   | The River Kino                                             | Нобору Накамура                                            | Фумио Синтани                                              |
| 1966                                                       | «Остров заключённых»                                         | 処刑の島                                                   | Shokei no shima                                            | Captive’s Island                                           | Масахиро Синода                                            | Ая                                                         |
| 1966                                                       | «Юная госпожа Охана»                                         | おはなはん                                                 | Ohana han                                                  | Miss Ohana                                                 | Ёситаро Номура                                             | Хана Асао                                                  |
| 1966                                                       | «Юная госпожа Охана 2»                                       | おはなはん 第二部                                          | Ohana han: Dainibu                                         | Miss Ohana. Part II                                        | Ёситаро Номура                                             | Хана Асао                                                  |
| 1966                                                       | «До последнего дня нашей жизни»                              | 命果てる日まで                                             | Inochi Hateru Hi made                                      | Until the Last Day of Our Lives                            | Ёситаро Номура                                             | Ёсико                                                      |
| 1967                                                       | «Банкет»                                                     | 宴                                                         | Utage                                                      | Rebellion of Japan                                         | Хэйноскэ Госё                                              | Судзуко Кандзэ                                             |
| 1967                                                       | «Тиэко - избранное» («Портрет Тиэко»)                        | 智恵子抄                                                   | Chieko-sho                                                 | Portrait of Chieko                                         | Нобору Накамура                                            | Тиэко Такамура                                             |
| 1967                                                       | «Бурный поток»                                               | 激流                                                       | Gekiryuu                                                   | Swift Current                                              | Умэцугу Иноуэ                                              | Ко Аска                                                    |
| 1967                                                       | «Алые облака»                                                | あかね雲                                                   | Akane-gumo                                                 | Clouds at Sunset                                           | Масахиро Синода                                            | Ники Мацуно                                                |
| 1967                                                       | «Жизнь женщины»                                              | 女の一生                                                   | Onna no issho                                              | A Woman’s Life                                             | Ёситаро Номура                                             | Нобуко                                                     |
| 1968                                                       | «Гионский праздник»                                          | 祇園祭                                                     | Gion matsuri                                               | Festival of Gion                                           | Дайскэ Ито, Тэцуя Яманоути                                 | Аямэ                                                       |
| 1969                                                       | «Через дни и месяцы»                                         | 日も月も                                                   | Hi mo tsuki mo                                             | Through Days and Months                                    | Нобору Накамура                                            | Мацуко                                                     |
| 1969                                                       | «Самый большой подонок»                                      | でっかいでっかい野郎                                       | Dekkai dekkai yarou                                        | Big, Big Fellow                                            | Ёситаро Номура                                             | Сидзуко Ямагути                                            |
| 1969                                                       | «Самоубийство влюблённых на острове Небесных сетей»          | 心中天網島                                                 | Shinjû: Ten no Amijima                                     | Double Suicide                                             | Масахиро Синода                                            | Кохару / Осан                                              |
| 1969                                                       | «Женщина с семью лицами»                                     | 七つの顔の女                                               | Nanatsu no kao no onna                                     | Woman with Seven Faces                                     | Ёити Маэда                                                 | Юкико Кидокоро                                             |
| 1969                                                       | «Красный лев»                                                | 赤毛                                                       | Akage                                                      | Red Lion                                                   | Кихати Окамото                                             | Томи                                                       |
| 1969                                                       | «Песня от самого сердца»                                     | わが恋わが歌                                               | Waga koi waga uta                                          | The Song from My Heart                                     | Нобору Накамура                                            | Томико                                                     |
| 1970-е годы                                                |                                                              |                                                            |                                                            |                                                            |                                                            |                                                            |
| 1970                                                       | «Злодей»                                                     | 無頼漢                                                     | Buraikan                                                   | The Scandalous Adventures of Buraikan                      | Масахиро Синода                                            | Мититосэ                                                   |
| 1970                                                       | «Тени внутри нас»                                            | 影の車                                                     | Kage no kuruma                                             | The Shadow Within                                          | Ёситаро Номура                                             | Ясуко Коисо                                                |
| 1970                                                       | «Мечту уносит море»                                          | その人は女教師                                             | Sono hito wa onna kyôshi                                   | Forbidden Affair                                           | Масанобу Дэмэ                                              | Маки Хаями                                                 |
| 1971                                                       | «В кольце Внутреннего моря»                                  | 内海の輪                                                   | Naikai no wa                                               | Shadow of Deception                                        | Коити Сайто                                                | Минако Нисида                                              |
| 1971                                                       | «Женщина по имени Эн»                                        | 婉という女                                                 | En toiu onna                                               |                                                            | Тадаси Имаи                                                | Эн Нонака                                                  |
| 1971                                                       | «Чёрный фотоальбом»                                          | 黒の斜面                                                   | Kuro no shamen                                             | Black Picture Album                                        | Масахиса Саданага                                          | Кэйко Цудзи                                                |
| 1971                                                       | «Закон беззаконья»                                           | さらば掟                                                   | Saraba okite                                               | Law of the Outlaw                                          | Тосио Масуда                                               | Рика                                                       |
| 1971                                                       | «Ревность»                                                   | 嫉妬                                                       | Sitto                                                      | Man on a False Flight                                      | Масахиса Саданага                                          | Сугатацуко Ногути                                          |
| 1971                                                       | «Молчание»                                                   | 沈黙                                                       | Chinmoku                                                   | Silence                                                    | Масахиро Синода                                            | Кику                                                       |
| 1972                                                       | «Цудзигахана»                                                | 辻が花                                                     | Tsuji ga hana                                              | Tsujigahana                                                | Нобору Накамура                                            | Юко Тоно                                                   |
| 1973                                                       | «Окаменевший лес»                                            | 化石の森                                                   | Kaseki no mori                                             | The Petrified Forest                                       | Масахиро Синода                                            | Кёко                                                       |
| 1974                                                       | «Химико»                                                     | 卑弥呼                                                     | Himiko                                                     | Himiko                                                     | Масахиро Синода                                            | Химико                                                     |
| 1975                                                       | «Под сенью цветущих вишен»                                   | 桜の森の満開の下                                           | Sakura no mori no mankai no shita                          | Under the Blossoming Cherry Trees                          | Масахиро Синода                                            | женщина                                                    |
| 1977                                                       | «Баллада об Орин» («Одинокая слепая певица Орин»)            | はなれ瞽女おりん                                           | Hanare goze Orin                                           | Banished Orin                                              | Масахиро Синода                                            | Орин                                                       |
| 1978                                                       | «Нидзаэмон Кумокири» («Бандиты против самураев»)             | 雲霧仁左衛門                                               | Kumokiri Nizaemon                                          | Bandit vs. Samurai Squad                                   | Хидэо Гося                                                 | Тиё                                                        |
| 1978                                                       | «Памятник святому служению»                                  | 聖職の碑                                                   | Seishoku no ishibumi                                       |                                                            | Сиро Моритани                                              | Цуги                                                       |
| 1978                                                       | «Демон»                                                      | 鬼畜                                                       | Kichiku                                                    | The Demon                                                  | Ёситаро Номура                                             | О-Умэ                                                      |
| 1980-е годы                                                |                                                              |                                                            |                                                            |                                                            |                                                            |                                                            |
| 1981                                                       | «Остров злых духов»                                          | 悪霊島                                                     | Akuryo-To                                                  | Island of the Evil Spirits                                 | Масахиро Синода                                            | Фубуки                                                     |
| 1982                                                       | «Жизнь Ханако Кирюин» («Онимаса»)                            | 鬼龍院花子の生涯                                           | Kiryûin Hanako no shôgai                                   | Onimasa / The Life of Hanako Kiryuin                       | Хидэо Гося                                                 | Ута Кирюин                                                 |
| 1982                                                       | «Подозрение»                                                 | 疑惑                                                       | Giwaku                                                     | Suspicion                                                  | Ёситаро Номура                                             | Рицуко Сахара, адвокат                                     |
| 1982                                                       | «На седьмой день рождения моей дочери»                       | この子の七つのお祝いに                                     | Kono ko no nanatsu no oiwai ni                             | For My Daughter’s 7th Birthday                             | Ясудзо Масумура                                            | Юкико                                                      |
| 1983                                                       | «Странствующая карта»                                        | 迷走地図                                                   | Meiso chizu                                                | Wanderer 's Map                                            | Ёситаро Номура                                             | Аяко Тэраниси                                              |
| 1984                                                       | «Бейсбольная команда из Сэто» (др. назв. — «Дети Макартура») | 瀬戸内少年野球団                                           | Setouchi shonen yakyu dan                                  | MacArthur’s Children                                       | Масахиро Синода                                            | Томэ                                                       |
| 1984                                                       | «Северные светлячки»                                         | 北の螢                                                     | Kita no hotaru                                             | Fireflies in the North                                     | Хидэо Гося                                                 | Ю Накамура                                                 |
| 1985                                                       | «Время беззакония»                                           | 魔の刻                                                     | Ma no toki                                                 | Time of Wickedness                                         | Ясуо Фурухата                                              | Рёко Мидзуо                                                |
| 1985                                                       | «Легенда о святой женщине»                                   | 聖女伝説                                                   | Seijo densetsu                                             | Legend of the Holy Woman                                   | Тору Муракава                                              | Таэко Итикава                                              |
| 1985                                                       | «Дом без еды»                                                | 食卓のない家                                               | Shokutaku no nai ie                                        | Family Without a Dinner Table                              | Масаки Кобаяси                                             | Кива Накахара                                              |
| 1986                                                       | «Копьеносец Гондза» (в прокате СССР — «Гондза-копьеносец»)   | 鑓の権三                                                   | Yari no gonza                                              | Gonza the Spearman                                         | Масахиро Синода                                            | Осай                                                       |
| 1986                                                       | «Жёны якудза»                                                | 極道の妻たち                                               | Gokudô no onna-tachi                                       | The Yakuza Wives                                           | Хидэо Гося                                                 | Мигива Авацу                                               |
| 1989                                                       | «Под деревом сакуры»                                         | 桜の樹の下で                                               | Sakura no ki no shita de                                   |                                                            | Тацуити Такамори                                           | Кикуно Тацумура                                            |
| 1990-е годы                                                |                                                              |                                                            |                                                            |                                                            |                                                            |                                                            |
| 1990                                                       | «Жёны якудза: Последняя битва»                               | 極道の妻たち 最後の戦い                                    | Gokudo no onna-tachi: Saigo no tatakai                     |                                                            | Косаку Ямасита                                             | Фую Сэгами                                                 |
| 1990                                                       | «Когда я был ребёнком»                                       | 少年時代                                                   | Shonen jidai                                               | Childhood Days                                             | Масахиро Синода                                            | Сидзуэ Кадзама                                             |
| 1991                                                       | «Кагеро»                                                     | 陽炎                                                       | Kagerô                                                     | Heat Wave                                                  | Хидэо Гося                                                 | Ёси                                                        |
| 1991                                                       | «Жёны якудза. Новая версия»                                  | 新・極道の妻たち                                           | Shin gokudo no onna-tachi                                  |                                                            | Садао Накадзима                                            | Канаэ Фудзинами                                            |
| 1993                                                       | «Жёны якудза. Новая версия. Часть 2»                         | 新・極道の妻たち 覚悟しいや                                | Shin gokudo no onna-tachi: Kakugoshiiya                    |                                                            | Косаку Ямасита                                             | Ацуми Ноги                                                 |
| 1993                                                       | «Одинокий волк и Молокосос. Последний конфликт»              | 子連れ狼 その小さき手に                                    | Kozure Ôkami: Sono chîsaki te ni                           | Lone Wolf and Cub: The Final Conflict                      | Акира Иноуэ                                                |                                                            |
| 1994                                                       | «Жёны якудза. Новая версия. Часть 3»                         | 新・極道の妻たち 惚れたら地獄                              | Shin gokudo no onna-tachi: horetara jigoku                 |                                                            | Ясуо Фурухата                                              | Хасиёси Мураки                                             |
| 1995                                                       | «Сяраку»                                                     | 写楽 Ｓｈａｒａｋｕ                                        | Sharaku                                                    | Sharaku                                                    | Масахиро Синода                                            | прима                                                      |
| 1995                                                       | «---»                                                        | 極道の妻たち 赫い絆                                        | Gokudo no onna-tachi: Akai kizuna                          |                                                            | Икуо Сэкимото                                              | Кива Домото                                                |
| 1995                                                       | «Отчёты детектива Онихэя»                                    | 鬼平犯科帳                                                 | Onihei hankachô                                            | Onihei’s Detective Records                                 | Ёсики Онода                                                | Ютака                                                      |
| 1996                                                       | «Туманный меридиан»                                          | 霧の子午線                                                 | Kiri no shigosen                                           |                                                            | Масанобу Дэмэ                                              | Киёко Торигай                                              |
| 1996                                                       | «---»                                                        | 極道の妻たち 危険な賭け                                    | Gokudo no onna-tachi: Kiken na kake                        |                                                            | Садао Накадзима                                            | Кая                                                        |
| 1996                                                       | «После пошёл ветер»                                          | 風のかたみ                                                 | Kaze no katami                                             | After the Wind Has Gone                                    | Юкико Такаяма                                              | Тойо                                                       |
| 1997                                                       | «Лунная серенада»                                            | 瀬戸内ムーンライト・セレナーデ                             | Setouchi munraito serenade                                 | Moonlight Serenade                                         | Масахиро Синода                                            | Фудзи                                                      |
| 1998                                                       | «Жёны якудза. Посёлок»                                       | 極道の妻たち 決着                                          | Gokudo no onna-tachi: Kejime                               |                                                            | Садао Накадзима                                            | Идэ                                                        |
| 1998                                                       | «Там нет могилы!»                                            | お墓がない！                                               | Ohaka ga nai!                                              |                                                            | Такахито Хара                                              | Сэцуко Сакурасаки                                          |
| 1999                                                       | «Замок совы»                                                 | 梟の城                                                     | Fukuro no shiro                                            | Owls' Castle                                               | Масахиро Синода                                            |                                                            |
| 2000-е годы                                                |                                                              |                                                            |                                                            |                                                            |                                                            |                                                            |
| 2003                                                       | «Шпион Зорге»                                                | スパイ・ゾルゲ                                             | Supai zoruge                                               | Spy Sorge                                                  | Масахиро Синода                                            | госпожа Коноэ                                              |
| 2007                                                       | «Красное небо»                                               | あかね空                                                   | Akanezora                                                  |                                                            | Масаки Хамамото                                            | Осино                                                      |

## Комментарии
1. ↑  Фильм демонстрировался в советском прокате с июля 1988 года — опубликовано: журнал для работников кинопроката «Новые фильмы» № 7/1988, стр. 11-12.